# Париж. Місто мертвих
«Париж. Місто мертвих» (англ. As Above, So Below) — американський фільм жахів режисера Джона Еріка Давдла, що вийшов 2014 року й знятий у стилі псевдодокументального фільму. У головних ролях Пєрдіта Вікс і Бен Фельдман. У центрі сюжету - група молодих дослідників, які намагаються розгадати таємницю Ніколя Фламеля та відшукати філософський камінь, який за сюжетом перебуває у Парижі, під могилою самого Фламеля.
Світова прем'єра фільму відбулась 20 серпня 2014 року.
Касові збори в Україні склали: 2 959 534 грн.
Касові збори в США склали: $21 222 315

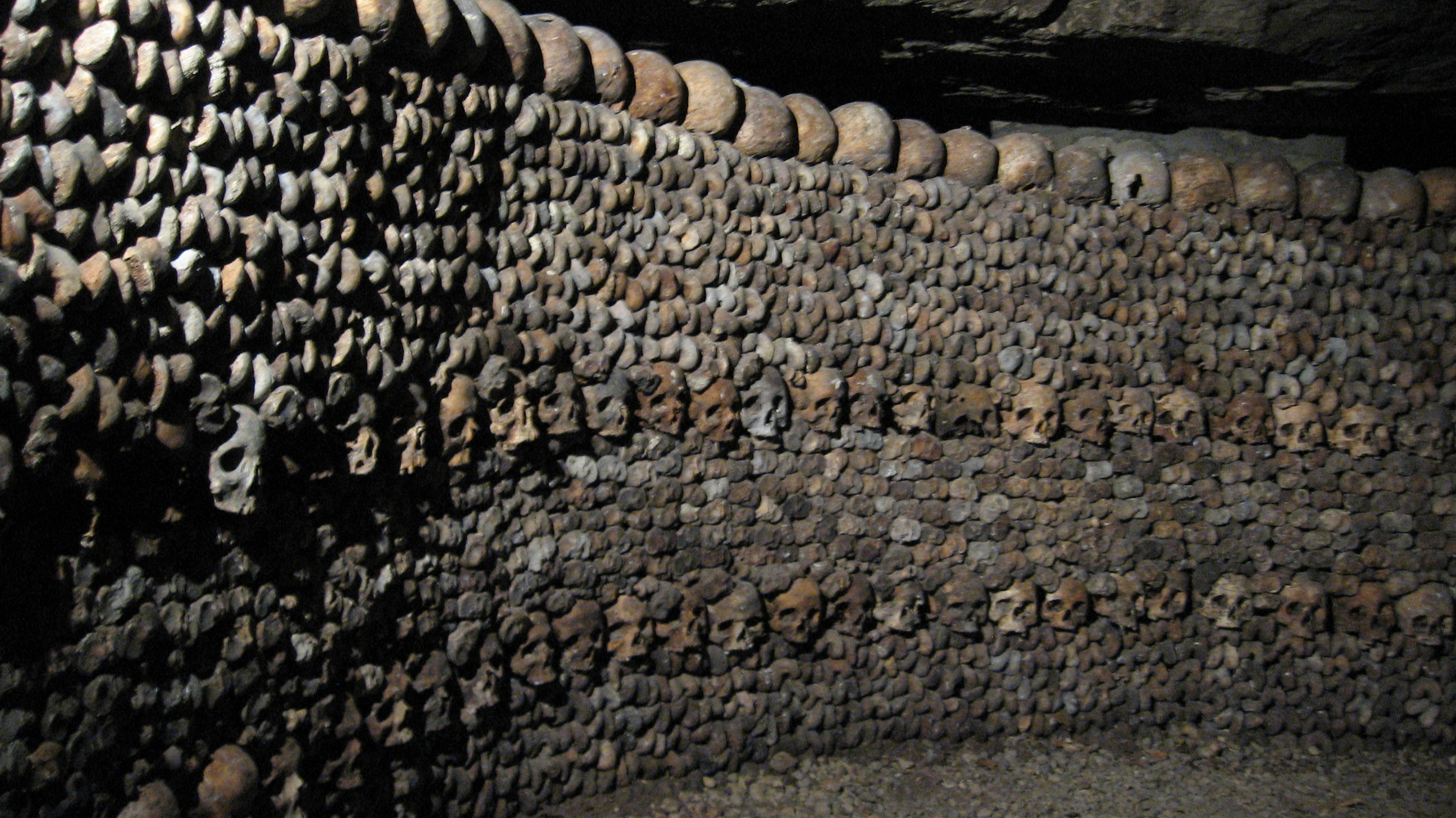
Кістки і черепи в катакомбах,
де відбуваються події у фільмі

## Факти про фільм
- Перш ніж працювати над сценарієм, брати Давдли два тижні пробули у паризьких катакомбах разом з експертом. Після чого вони зізналися, що там було дійсно дуже моторошно. Завдяки пережитому страху вони й включили в стрічку реальні відчуття.

- Фільм знімали не на знімальному майданчику, а у справжніх катакомбах під землею.
- В одній зі сцен глава спелеологів Скарлет, над одним із входів до печери читає фразу:

«Крім вічних, вічно й я тривати буду;
Хто входить тут, покинь усю надію!»
і пояснює, що цей напис накреслений над входом у Пекло за старовинною легендою. Насправді — це цитата з «Божественної комедії» Данте, а не зі старовинної легенди.

## Прем'єри
- 19 серпня 2014 — Камбоджа
- 20 серпня 2014 — Франція, Бельгія
- 28 серпня 2014 — Словенія, Аруба
- 29 серпня 2014 — Норвегія , Ірландія, Канада, Велика Британія, США
- 4 вересня 2014 — Гонконг, Малайзія, Нідерланди, Чехія, Україна
- 2 жовтня 2014  — РФ

## Сюжет
Велич Ейфелевої вежі і розкіш бутиків, аромати вишуканої кухні та фарби Єлисейських Полів — це лише саван, під яким ховається справжній Париж. Тут, у нескінченних катакомбах живуть справжні володарі цього світу.
Коли команда дослідників ризикнула вирушити у незвіданий лабіринт кісток, вони розкрили темну таємницю, яка є в цьому місті мертвих.